# ギター・プレイヤー
『ギター・プレイヤー』(Guitar Player) は、1967年に創刊されたアメリカ合衆国のギタリスト向けの雑誌。2024年10月15日発行の12月号をもって、紙媒体での発行を終え、オンライン版に移行。
2024年の時点で、『ギター・マガジン』の編集部門はニューヨーク州ニューヨーク市マンハッタン区の西42丁目に所在しているが、同誌を所有するフューチャーplcはイギリスの企業であり、イギリスの独立プレス基準機構の基準に則って発行されている。

## 内容
『ギター・プレイヤー』は、「世界最古のギター雑誌 (the world's oldest guitar magazine)」を自負し、ギタリストやギター機材に関する記事や、レッスンに関する内容をおもに取り上げていた。57年に及んだ紙媒体での発行の中では、ジミ・ヘンドリックスやエディ・ヴァン・ヘイレンをはじめ、ジェフ・ベック、エリック・クラプトン、デュアン・オールマン、スティーヴ・ヴァイなど著名なギタリストたちへの詳細なインタビューや関連記事が掲載され、最終号となった2024年12月号ではジミー・ペイジが取り上げられた。